# 德澤站

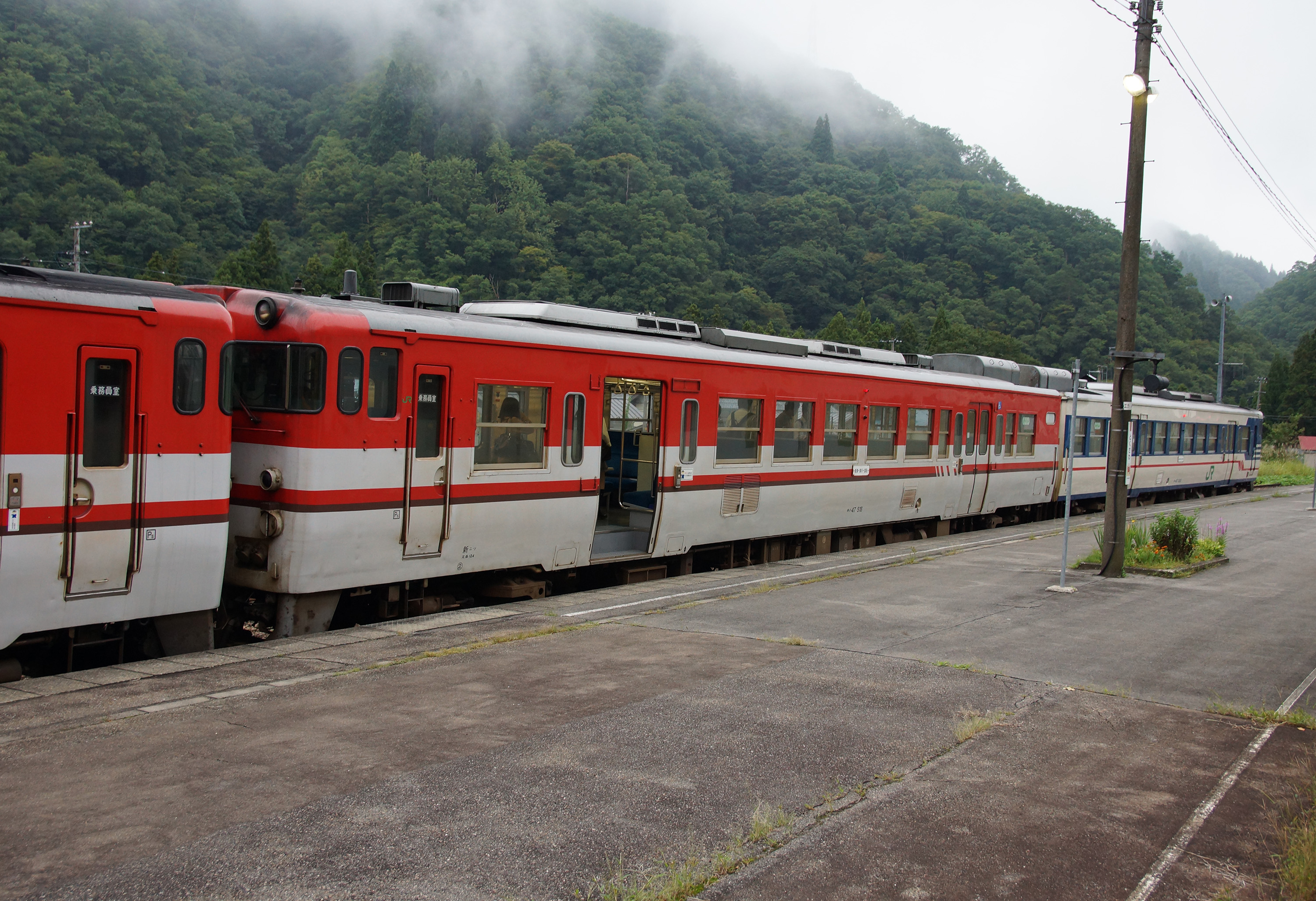
上野尻方向停站中KiHa40、KiHa47系
（2013年9月）

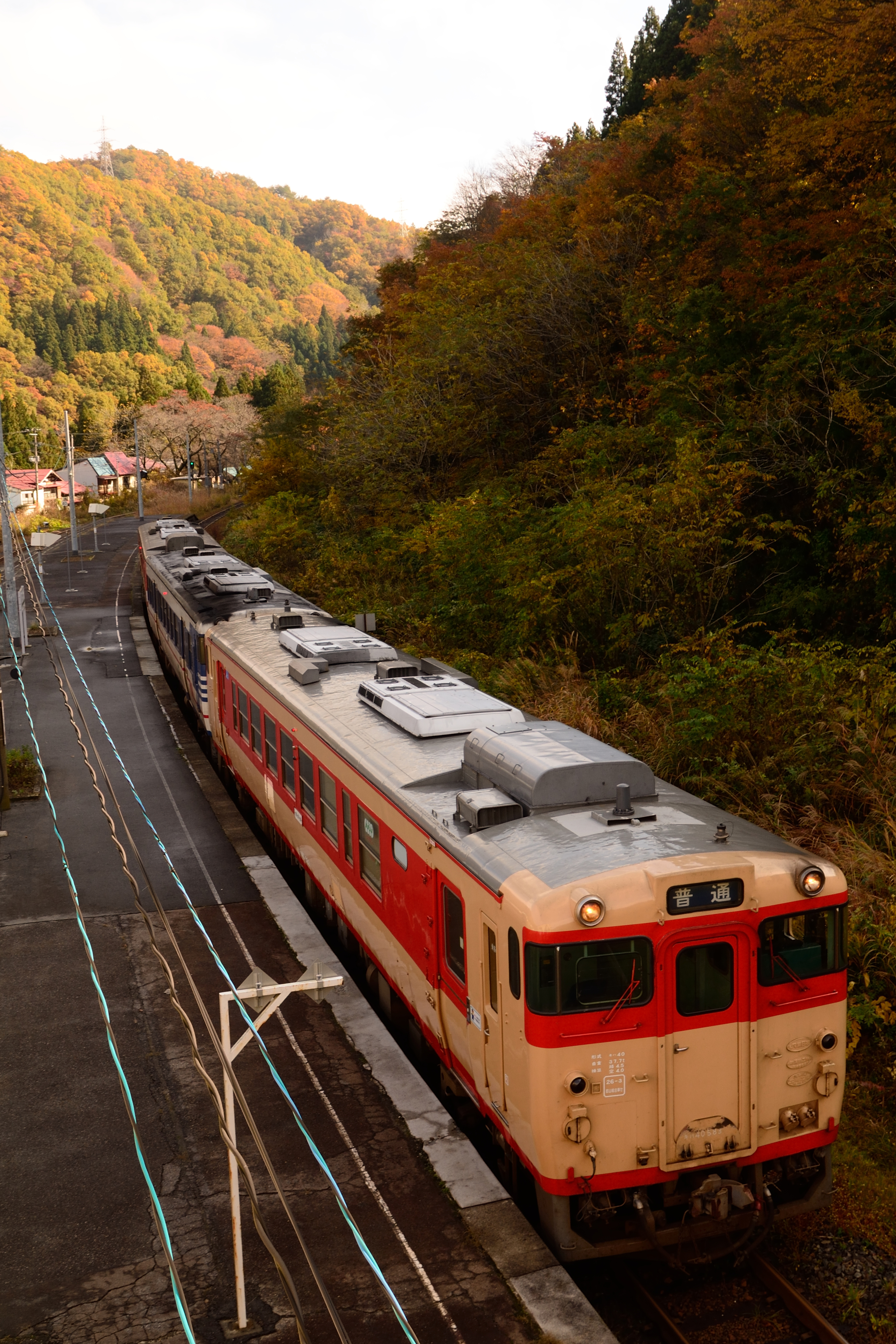
豐實方向停站中的KiHa40、KiHa47系
（2014年11月）

德澤站（日语：／ Tokusawa eki */?）是位於福島縣耶麻郡西會津町群岡字德澤641番地，東日本旅客鐵道（JR東日本）的磐越西線車站。

## 歷史
- 1914年（大正3年）11月1日[1]：鐵道院岩越線 野澤站至津川站之間開通，此站啟用。
- 1983年（昭和58年）2月28日：成為簡易委託車站。
- 1987年（昭和62年）4月1日：伴隨國鐵分割民營化，車站由東日本旅客鐵道（JR東日本）營運[3]。

## 車站構造
此站是建於路堤上的地面車站，設有1面2線的島式月台。月台與車站大樓（北邊）設有跨線橋連接。
此站是由新津站管理的簡易委託車站，委托西會津町負責車站業務。此站設有木臼建成的車站大樓（候車室），也設有西會津町公所德澤出張所和德澤簡易郵局。曾經在簡易郵局營業時間內（星期六、日及假日休息）設有售票服務。現時，櫃臺中不可購買車票。但是，候車室內設有簡易自動售票機，可購買1620日圓區間內的車票。

### 月台
| 月台 | 路線      | 上下行 | 方向           |
| ---- | --------- | ------ | -------------- |
| 1    | ■磐越西線 | 上行   | 會津若松方向   |
| 2    | ■磐越西線 | 下行   | 新津、新潟方向 |

參考

## 使用狀況
根據「JR東日本」的資料，以下列出2000年至2012年度的乘車人次變化：
| 年度               | 1日平均 乘車人次 | 參考資料        |
| ------------------ | ---------------- | --------------- |
| 2000年（平成12年） | 48               | [ 利用客数 1 ]  |
| 2001年（平成13年） | 36               | [ 利用客数 2 ]  |
| 2002年（平成14年） | 24               | [ 利用客数 3 ]  |
| 2003年（平成15年） | 18               | [ 利用客数 4 ]  |
| 2004年（平成16年） | 20               | [ 利用客数 5 ]  |
| 2005年（平成17年） | 22               | [ 利用客数 6 ]  |
| 2006年（平成18年） | 18               | [ 利用客数 7 ]  |
| 2007年（平成19年） | 17               | [ 利用客数 8 ]  |
| 2008年（平成20年） | 16               | [ 利用客数 9 ]  |
| 2009年（平成21年） | 15               | [ 利用客数 10 ] |
| 2010年（平成22年） | 13               | [ 利用客数 11 ] |
| 2011年（平成23年） | 14               | [ 利用客数 12 ] |
| 2012年（平成24年） | 14               | [ 利用客数 13 ] |

## 車站周邊
在站前的國道459號向西前進2公里，設有跨越阿賀川（阿賀野川）的阿賀野川德澤橋樑中央部分為鄰接新潟縣東蒲原郡阿賀町的縣界。此站最接近飯豐山彌平四郎登山口。
- 德澤簡易郵局
- 國道459號（日语：国道459号）
- 福島縣道384號德澤寶坂線（日语：福島県道384号徳沢宝坂線）
- 阿賀野川
- 奧川橋（國道459號）

## 相鄰車站
東日本旅客鐵道（JR東日本）
■磐越西線
□快速「阿賀野」
通過
■普通
上野尻－德澤－豐實
※前往新潟的快速阿賀野，前往會津若松的SL磐越物語由於需要待避車站，因此在此站運輸停車。

## 注腳

### 使用狀況
1. ↑  . 東日本旅客鐵道.   [2019-02-24]. （原始内容存档于2018-02-13） （日语）.
2. ↑  . 東日本旅客鐵道.   [2019-02-24]. （原始内容存档于2019-04-02） （日语）.
3. ↑  . 東日本旅客鐵道.   [2019-02-24]. （原始内容存档于2019-04-02） （日语）.
4. ↑  . 東日本旅客鐵道.   [2019-02-24]. （原始内容存档于2019-04-02） （日语）.
5. ↑  . 東日本旅客鐵道.   [2019-02-24]. （原始内容存档于2019-04-02） （日语）.
6. ↑  . 東日本旅客鐵道.   [2019-02-24]. （原始内容存档于2017-08-08） （日语）.
7. ↑  . 東日本旅客鐵道.   [2019-02-24]. （原始内容存档于2019-03-27） （日语）.
8. ↑  . 東日本旅客鐵道.   [2019-02-24]. （原始内容存档于2017-08-08） （日语）.
9. ↑  . 東日本旅客鐵道.   [2019-02-24]. （原始内容存档于2019-04-02） （日语）.
10. ↑  . 東日本旅客鐵道.   [2019-02-24]. （原始内容存档于2019-04-02） （日语）.
11. ↑  . 東日本旅客鐵道.   [2019-02-24]. （原始内容存档于2016-03-27） （日语）.
12. ↑  . 東日本旅客鐵道.   [2019-02-24]. （原始内容存档于2019-03-26） （日语）.
13. ↑  . 東日本旅客鐵道.   [2019-02-24]. （原始内容存档于2019-04-02） （日语）.

## 外部連結
- 車站資訊（德澤）：東日本旅客鐵道（日語）
- 德澤簡易郵局 （页面存档备份，存于）（日語） - 日本郵政集團